# Норт-Палисейд
Норт-Палисейд (англ. North Palisade) — третья по высоте гора массива Сьерра-Невада в Калифорнии (4341 метр), четвёртая по высоте в Калифорнии, тридцать первая в США. На склоне горы находится небольшой ледник (ледник Палисейдс). Северный склон горы является одним из популярных стен для скалолазов. Гора находится на территории национального парка Кингз-Каньон.
Рядом с основной вершиной находятся три менее высоких: пик Полемониум (англ. Polemonium Peak, 4292 м) в 250 метрах к востоку-юго-востоку, пик Старлайт (англ. Starlight Peak, 4292 м) в 150 метрах к северо-востоку, и пик Тандерболт (англ. Thunderbolt Peak, 4268м) в 400 метрах к северо-западу.
Первое зарегистрированное восхождение на вершину совершено 25 июля 1903 году Джеймсом Хатчинсоном (англ. James S. Hutchinson), Джозефом Леконтом (англ. Joseph N. LeConte) и Дж. К. Моффитом (англ. J. K. Moffitt).
Подъём на гору относится к четвёртой (из пяти) категории восхождений согласно Йосемитской системе и считается относительно простым.